# 华沙老城
华沙老城（波蘭語：Stare Miasto，Starówka），指的是波兰共和國华沙市中最古老的一块城区，也是目前波兰觀光人數最多的景點。
該地區並非為一個完整的城市，而是華沙市旗下的一小片區域，內建有良好的交通系統，它的上一級行政區是華沙市的中區。華沙舊城區顧名思義，就是華沙這座城市中最古老的部份，擁有大量的歷史建築，這些建築大部份造於17～18世紀，如皇家城堡、城牆、聖約翰大教堂和瓮城。舊城區原本只是古代波蘭人部落的一個定居點，最早的建築歷史可追溯到13～14世紀之間，在1300年左右正式被波兰王国建設成一個真正的城市，今日的華沙市就是以舊城區为中心往外擴建而來的。舊城區的边界为维斯瓦河河畔的格但斯克滨河路（Wybrzeże Gdańskie）、格羅茲卡街（Grodzka）、莫斯托瓦街（Mostowa）和波德瓦莱街（Podwale）構成。

## 历史

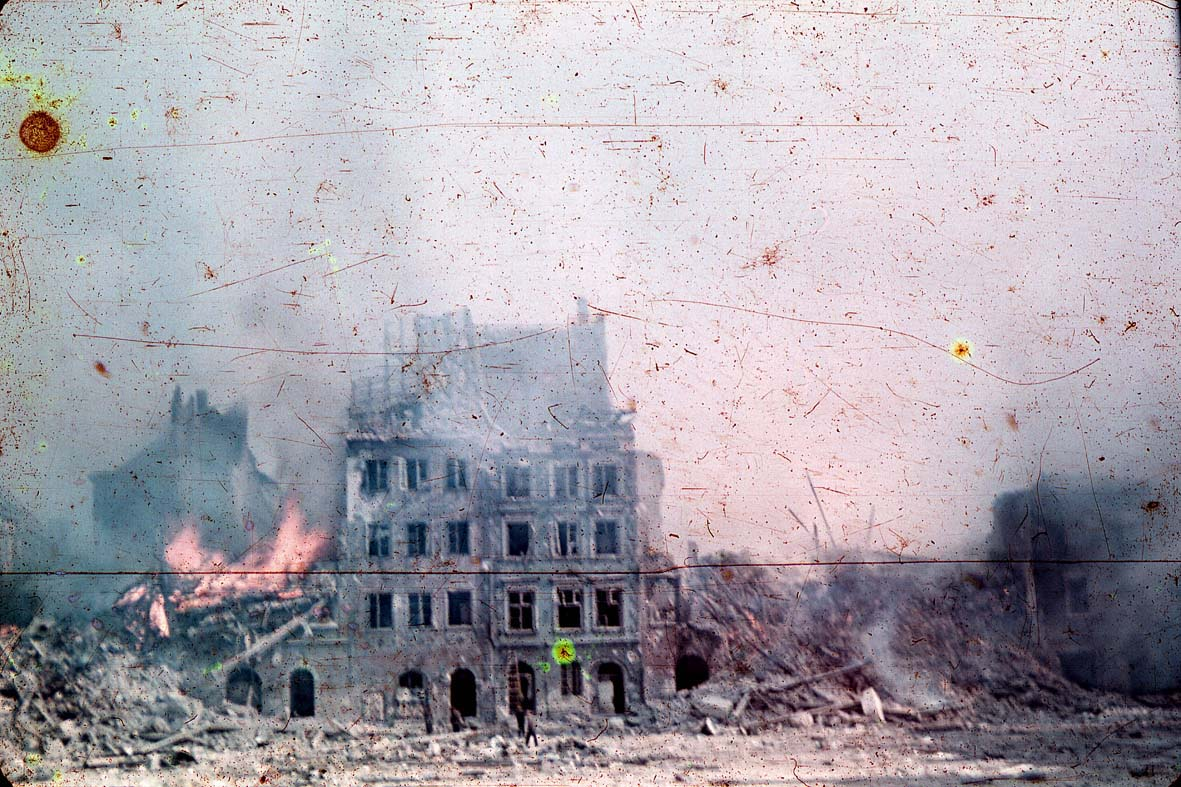
1944年華沙起義中被卡爾臼炮炮擊摧毀的華沙老城。

华沙老城區的發展可以追溯到华沙初创的时期，即13世纪末。当时，行会代表和商人们聚集在市政厅，有时也执行死刑。1607年大火以前，老城區周边則為哥特式建筑；此后改建为文艺复兴式。
19世纪，华沙迅速发展，老城失去商业和行政中心的地位。直到1918年，皇家城堡 再次成為波蘭最高權力機構的所在地：波蘭總統及其總理府。在20世紀30年代，在市長斯特凡·斯塔金斯基（Stefan Starzyński）的執政下，當局開始翻新舊城區和其恢復其昔日的輝煌，然而，這些努力因第二次世界大戰的爆發而告終。在華沙起義期間，老城區被納粹军队有系统地摧毁。今天的这些建筑重建于1948年到1953年，当时經過精心重建，尽可能地使用了原来的砖块於原来的位置上，保持了17世纪時富裕商人所使用，且最初兴建时的模样。
1980年，華沙老城以「近乎完全復原13至20世紀歷史景象的傑出範例」為由，被列入聯合國教科文組織的世界遺產名錄，目也是波蘭的官方國家歷史古蹟( Pomnik historii )之一，於1994年9月16日被指定。其名錄由波蘭國家遺產委員會維護。

## 文化景點
华沙老城的心脏是老城集市广场，周边的街道两侧均为中世纪建筑，如王室城堡、城墙、碉楼和圣若翰洗者圣殿总主教座堂
。在华沙老城，我们还可以找到齐格蒙特柱、华沙美人鱼雕像、加农尼街的钟以及小起义者纪念碑等名胜古迹。

## 圖冊

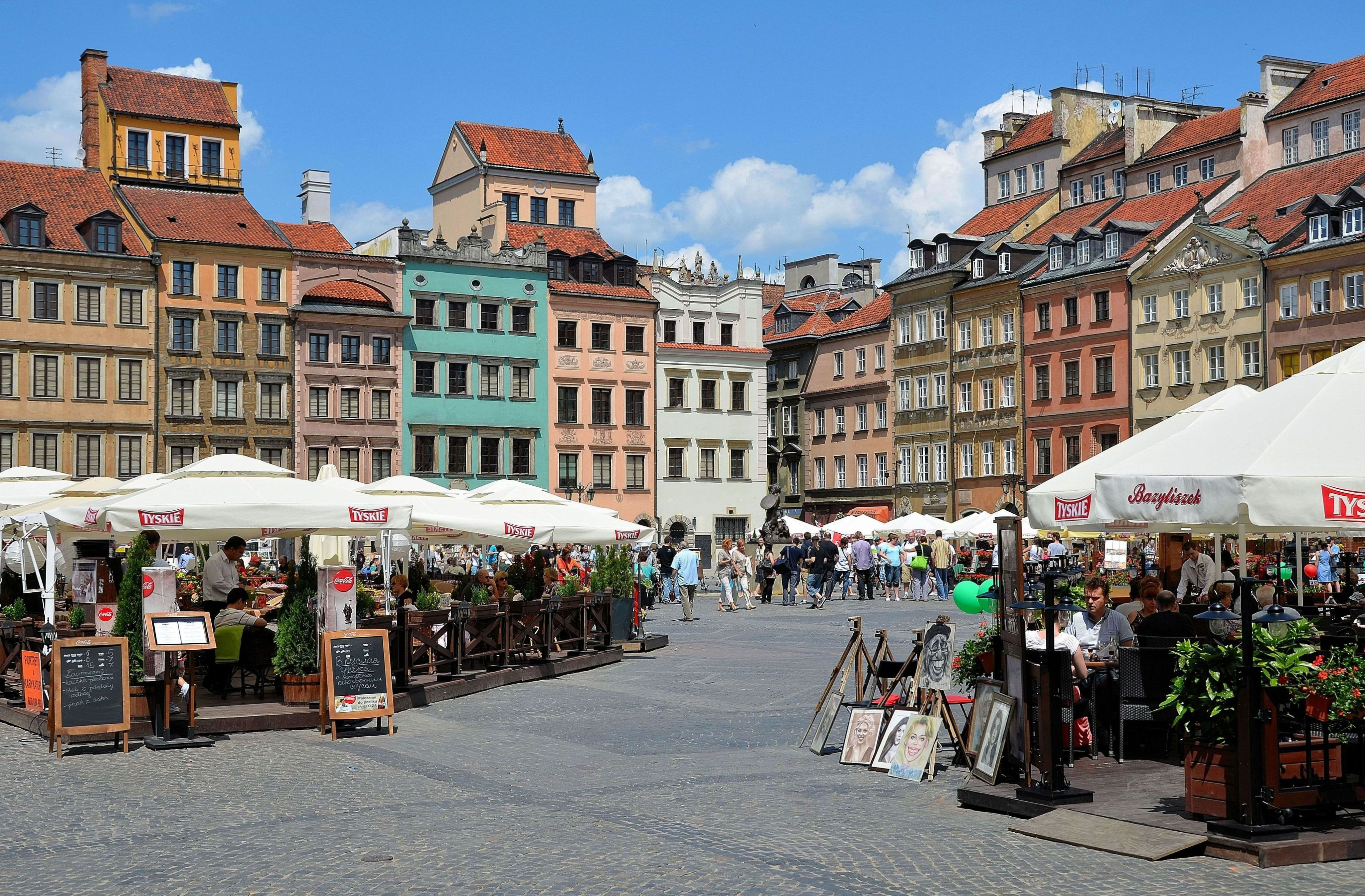
老城集市广场
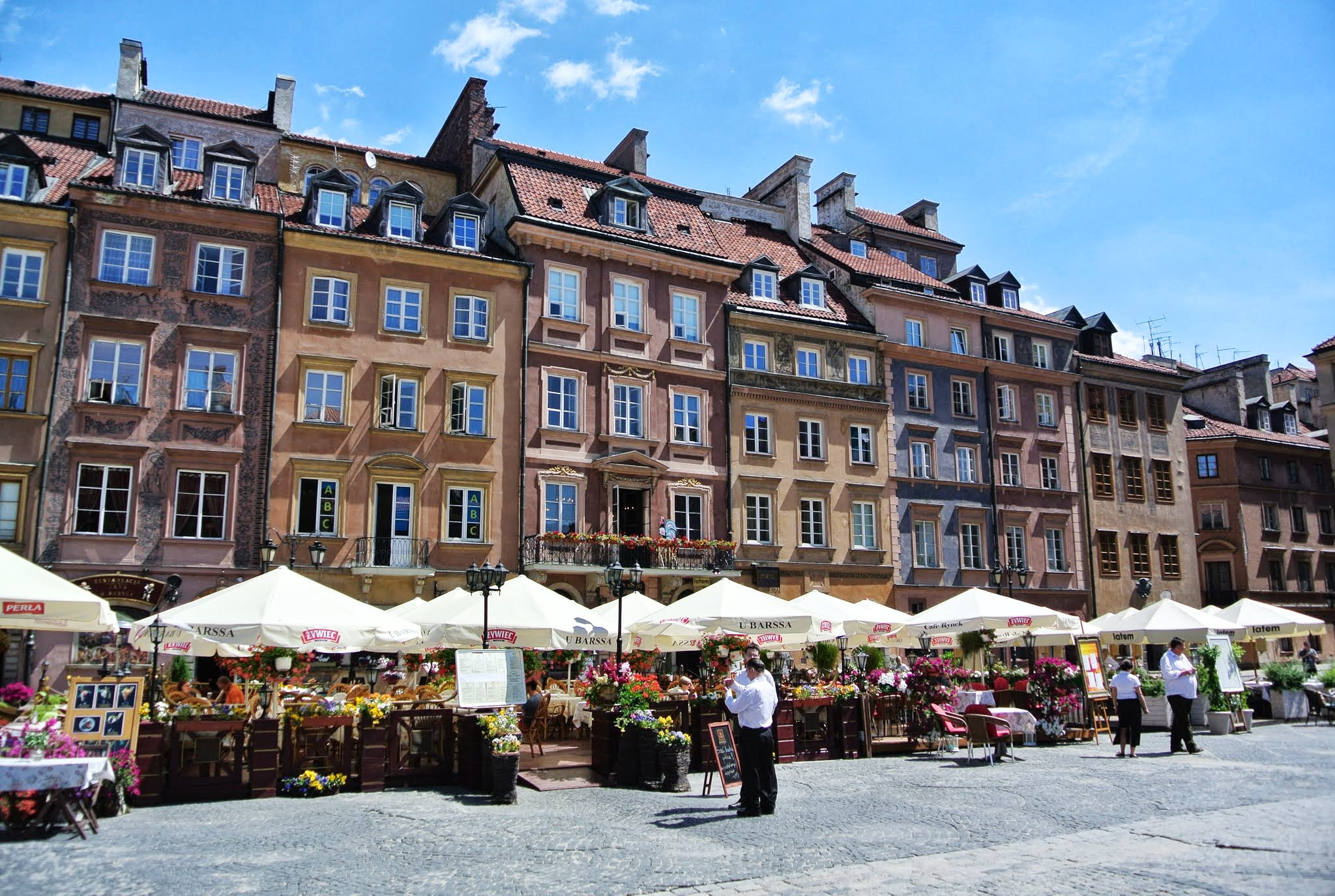
老城集市广场
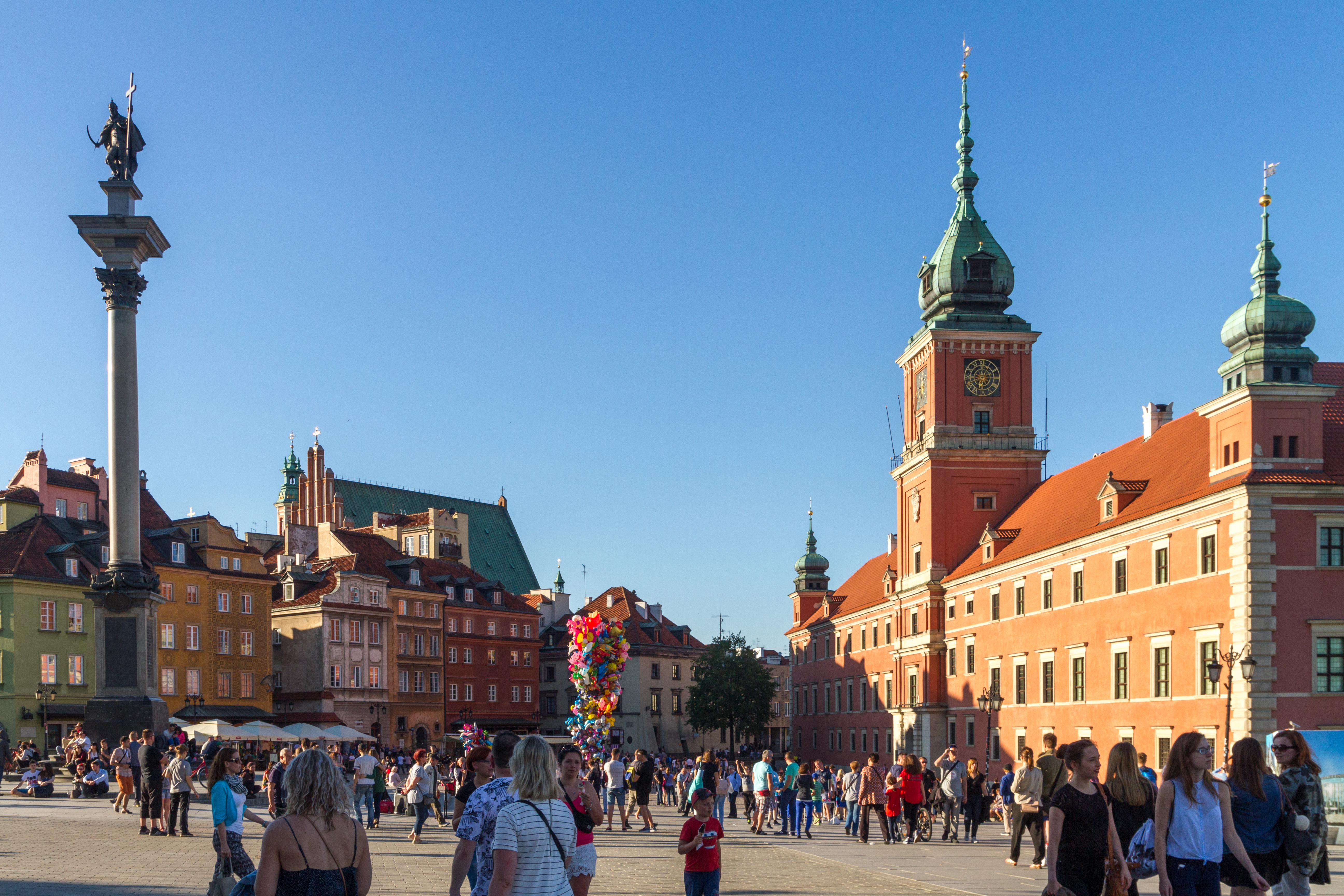
城堡广场
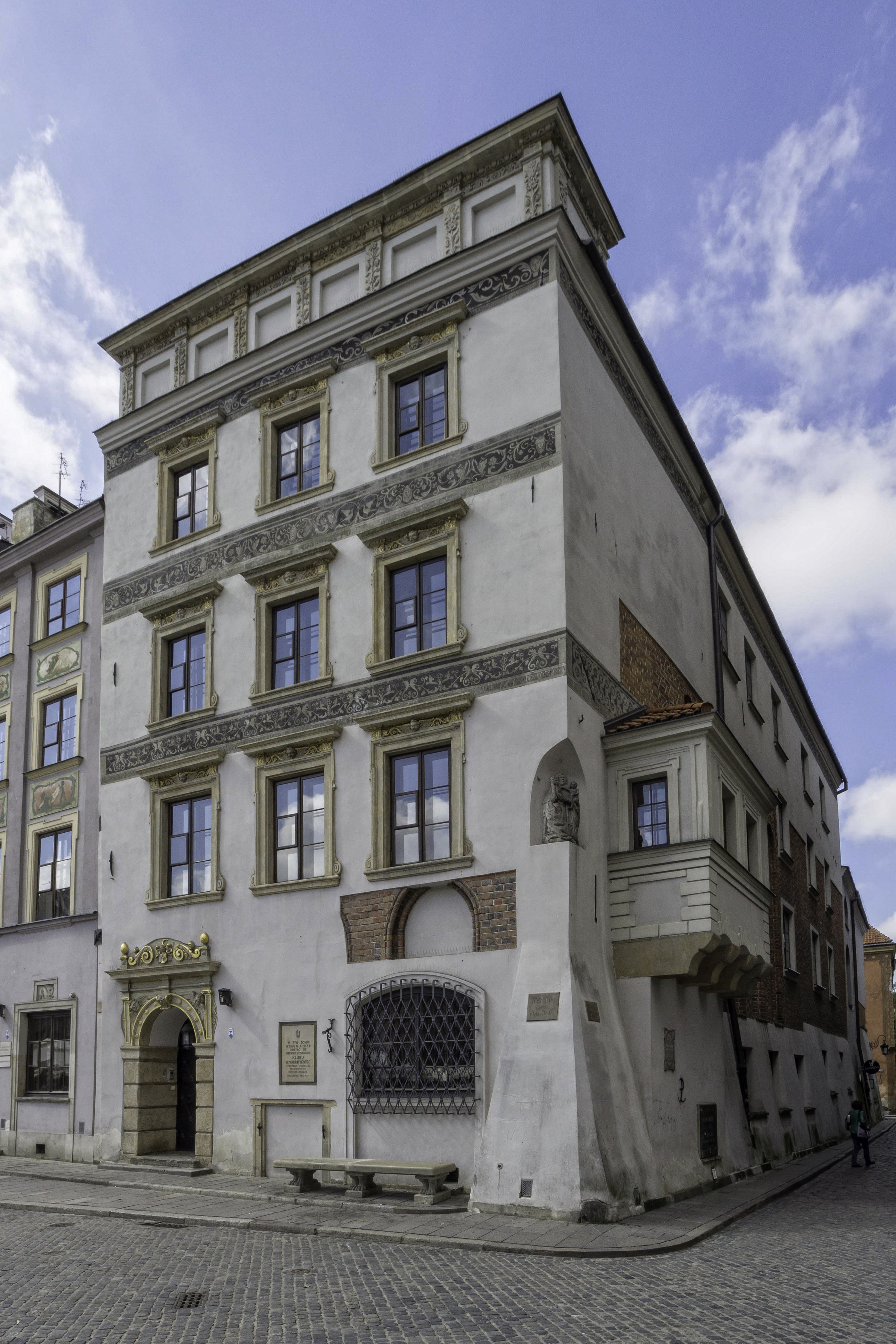
馬索維亞公爵公寓，建造於1466年

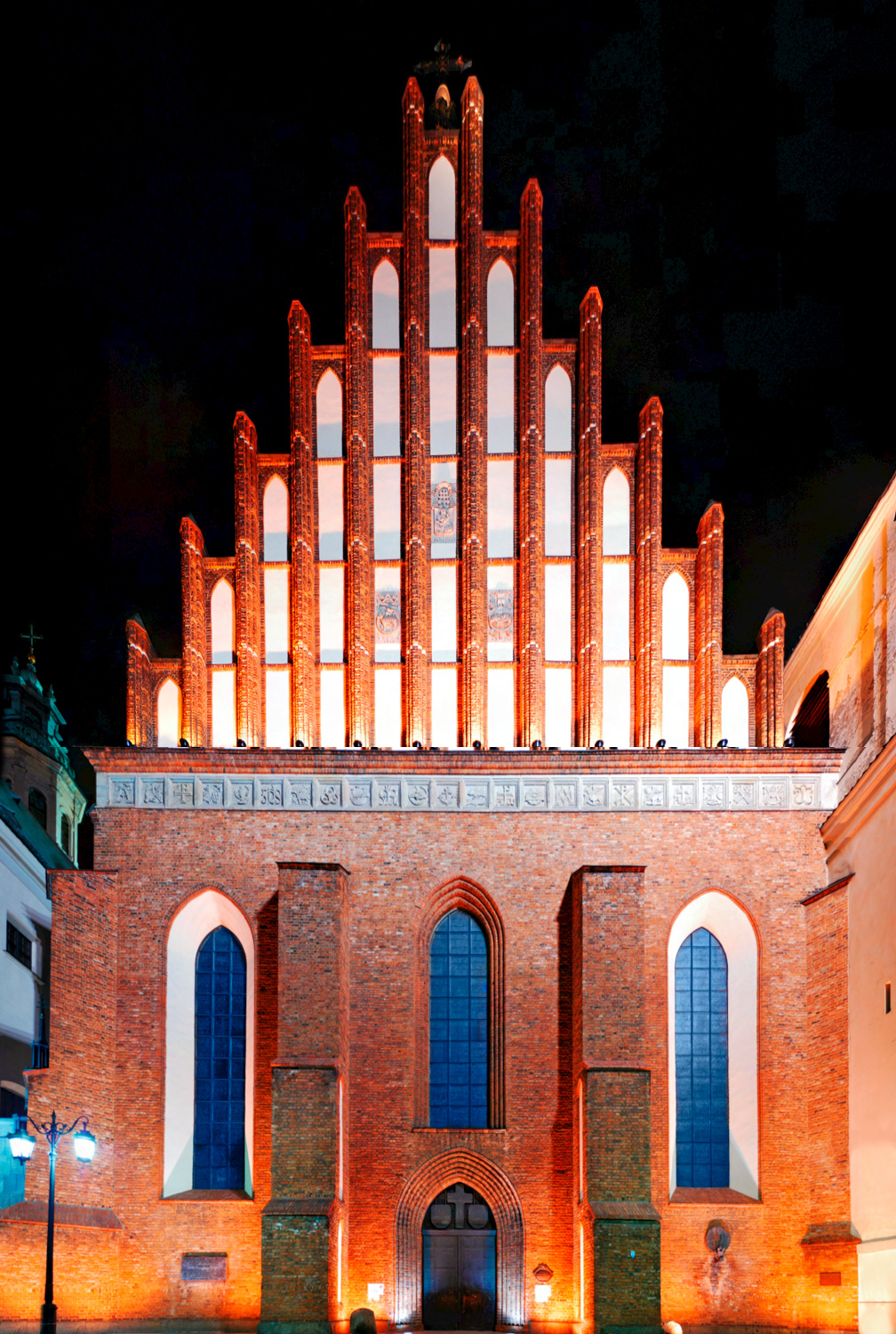
圣若翰洗者圣殿总主教座堂
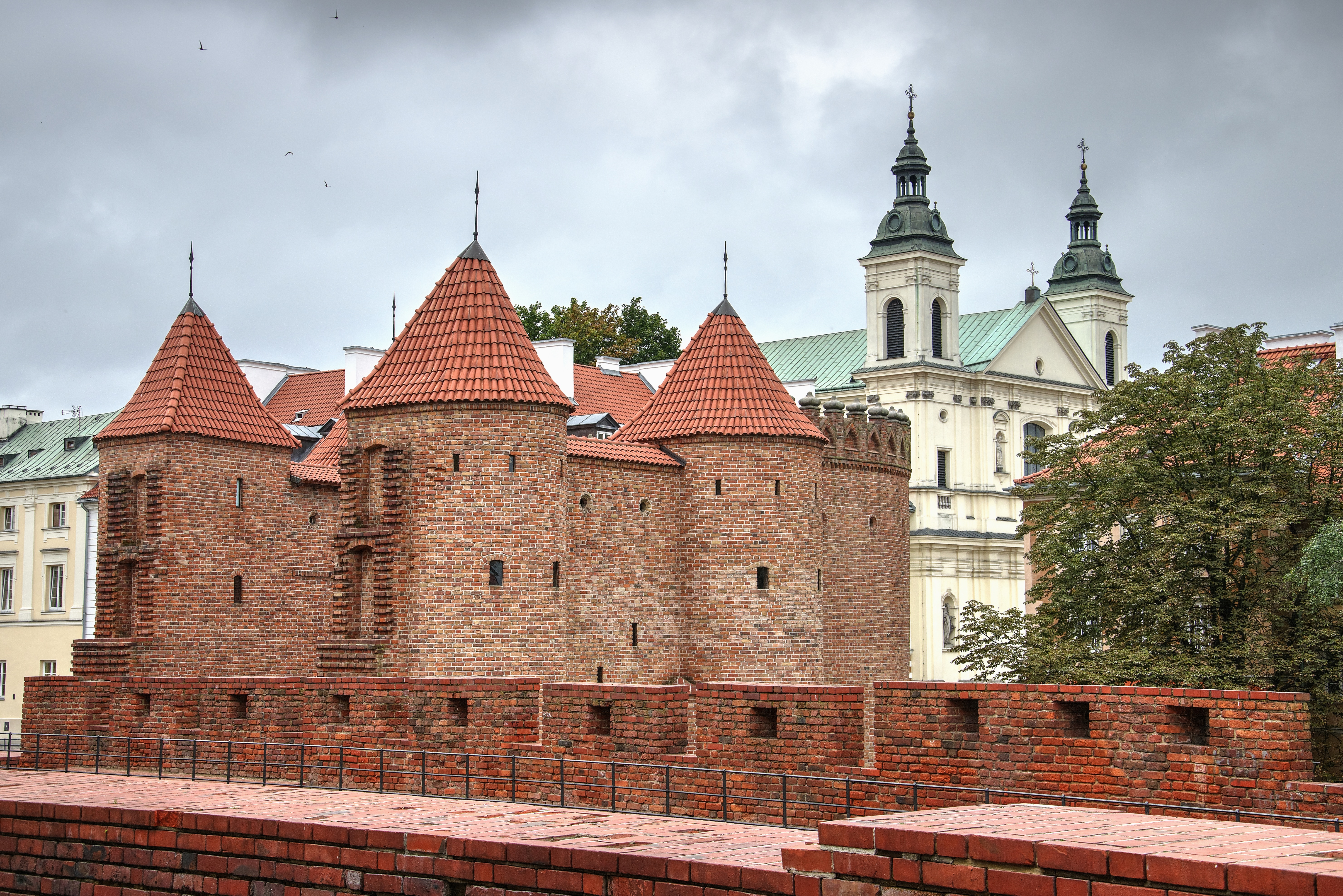
華沙甕城
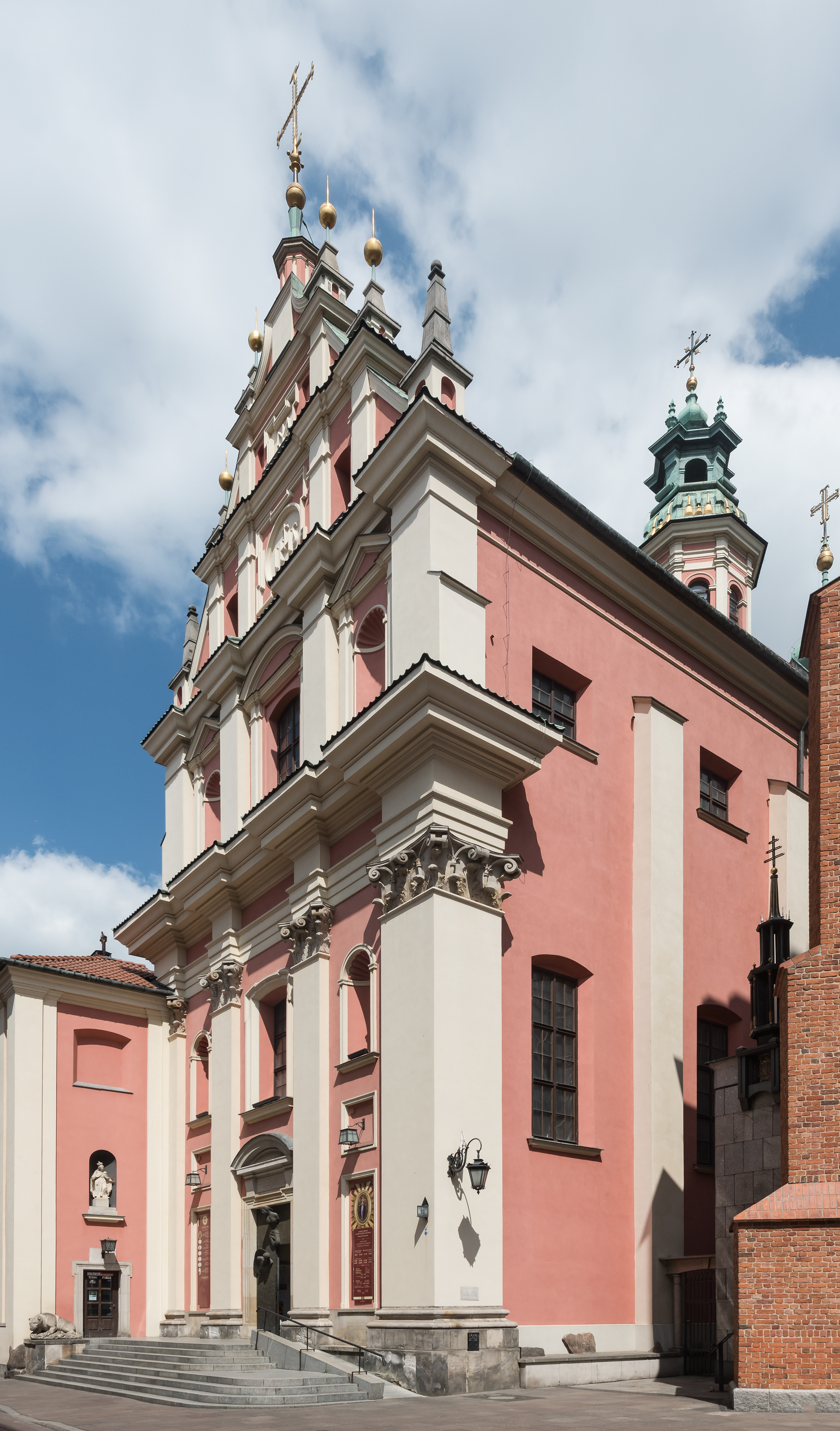
耶穌會教堂
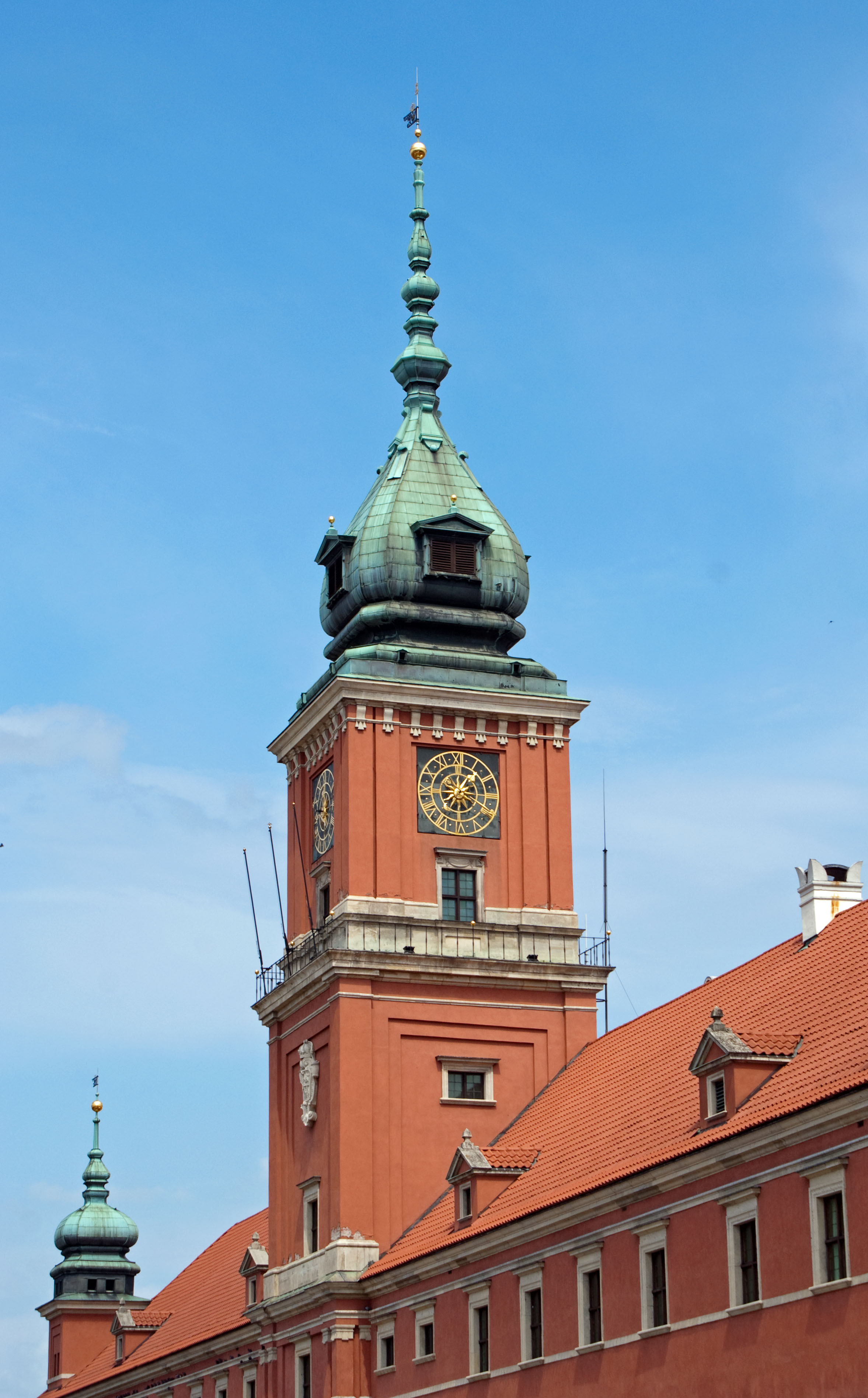
皇家城堡

## 文獻
1. ↑  . zdm.waw.pl.   [2023-06-27]. （原始内容存档于2023-06-01） （波兰语）.
2. ↑  . 2024-09-28  [2024-11-03] （pl-PL）.
3. ↑  Robert Krzysztofik: Lokacje miejskie na obszarze Polski. Dokumentacja geograficzno-historyczna, Katowice, 2007, p. 80-81.
4. ↑  Encyklopedia Warszawy. Warsaw: Polish Scientific Publishers PWN, 1994, p. 806. ISBN 83-01-08836-2.
5. ↑  Jerzy Lileyko: Najcenniejsze Zabytki Warszawy. Warsaw: Krajowa Agencja Wydawnicza, 1989, p. 30–36. ISBN 83-03-02485-X.
6. 1 2  （英文） . eGuide / Treasures of Warsaw on-line.   [2008-07-08]. （原始内容存档于2006-02-18）.
7. ↑  
（波兰語） Marek Lewandowski. . www.stare-miasto.com.   [2008-07-08]. （原始内容存档于2016-03-03）.
8. ↑  . whc.unesco.org.   [2008-08-18]. （原始内容存档于2017-03-15）.
9. ↑  . www.destinationwarsaw.com.   [2008-08-18]. （原始内容存档于2013-05-01）.
10. ↑  "Kościoły w Warszawie - Stare Miasto" （页面存档备份，存于）. List of churches located in the Old Town in Warsaw.
11. ↑  . 2023-04-15  [2024-11-03]. （原始内容存档于2023-04-27） （pl-PL）.
12. ↑  . 2024-11-01  [2024-11-03]. （原始内容存档于2024-12-06） （pl-PL）.

52°14′59″N 21°00′44″E / 52.2498°N 21.0122°E